# Purugua (Ort)
Purugua ist ein osttimoresischer Ort im Suco Purugua (Verwaltungsamt Cailaco, Gemeinde Bobonaro). Er liegt im Westen der Aldeia Lesupu, an der Überlandstraße von Maliana nach Hatolia Vila, auf einer Meereshöhe von 70 m. Im Westen fließt der Nunura. Südlich befindet sich das Dorf Lesupu, nördlich der Ort Heda. Der Claola, ein Zufluss des Nunura markiert das nördliche Ende vom Dorf Purugua. Im Osten erhebt sich der Foho Nunuheli (142 m).
In Purugua befinden sich der Sitz des Sucos, eine Grundschule und die Kapelle São João Baptista de Purugua.